# Vuattuoxinus borassicola
Vuattuoxinus borassicola är en skalbaggsart som beskrevs av Thérond 1964. Vuattuoxinus borassicola ingår i släktet Vuattuoxinus och familjen stumpbaggar. Inga underarter finns listade i Catalogue of Life.